# NGC 20
NGC 20 es una galaxia lenticular localizada en la constelación de Andrómeda. Tiene doble entrada en el Nuevo Catálogo General; por ello, tanto NGC 20 como NGC 6 se refieren a ella.
Descubierta el 18 de septiembre de 1857 por William Parsons (catalogada como NGC 20), y re-descubierta el 20 de septiembre de 1885 por Lewis Swift (catalogada como NGC 6).
Está a unos 220 millones de años luz de distancia, y tiene un diámetro de unos 100 mil años luz. NGC 20 forma parte del grupo NGC 7831, con NGC 13, 19, 29, 39, 43 y una docena más de galaxias.